# 三抱竹
三抱竹，是台灣宜蘭縣頭城鎮的一個傳統地域名稱。位於該鎮最南端。相較於今日行政區，其範圍大致為包括竹安里、大坑里南部。

## 歷史
台灣清治末期，三抱竹地區為一街庄，稱為「三抱竹庄」，隸屬於頭圍堡。該庄東臨太平洋，南與大福庄為鄰，西邊為塭底庄、大塭庄、下埔庄、新興庄，北邊為大坑罟庄。
1901年（日治明治三十四年）11月，廢縣廳改設二十廳，該庄隸屬於宜蘭廳，編入第五區。1905年（明治三十八年）7月，第五區改名「頭圍區」。1909年（明治四十二年）10月，合併二十廳為十二廳，該庄仍隸屬於宜蘭廳。1920年（大正九年），廢十二廳改設五州二廳，該庄改制為「三抱竹」大字，隸屬於臺北州宜蘭郡頭圍庄，大字下有「三抱竹」、「打馬煙」小字名。
戰後頭圍庄改制為頭圍鄉，隸屬於臺北縣，大字亦改制為村。1946年9月，頭圍鄉更名為頭城鄉。1948年再改制為頭城鎮，村改制為里。1950年10月，北、基、宜分治，頭城鎮改隸屬於宜蘭縣。

## 聚落
本地區發展較早的聚落為打馬烟、三抱竹，在日治期初期的官方地圖上已有記載。

## 交通
省道台2線（頭濱路二段～一段）是台灣濱海公路系統之一，其中基隆至蘇澳路段又稱為「北部濱海公路」，大致以西北—東南走向轉北北東—南南西走向經過三抱竹地區。由該道路向西北轉北可前往頭城市區、貢寮、瑞芳、基隆等地，往南南西可前往壯圍、五結、蘇澳等地。
鄉道宜4線（竹電路）是礁溪至竹安路的道路，其東側端點位於本地區南部省道台2線路口。由此向西可前往大塭南部、五股、抵百葉、奇立丹南部、礁溪市區並止於中山路一段（省道台9線舊線）。

## 學校
- 竹安國小